# كوندرين
الكوندرين (بالإنجليزية: Chondrin)‏ هي مادة زرقاء إلى بيضاء شبيهة بالجيلاتين، مكونة من معقد من البروتين والكربوهيدرات يمكن الحصول عليها من غلي الغضروف في الماء. يتكون العضروف من نسيج رابط يحتوي على خلايا داخل تركيب من الكوندرين.